# ورد فينيقي
ورد فينيقي (الاسم العلمي:Rosa phoenicia) هو نوع من النباتات يتبع جنس الورد من الفصيلة الوردية.

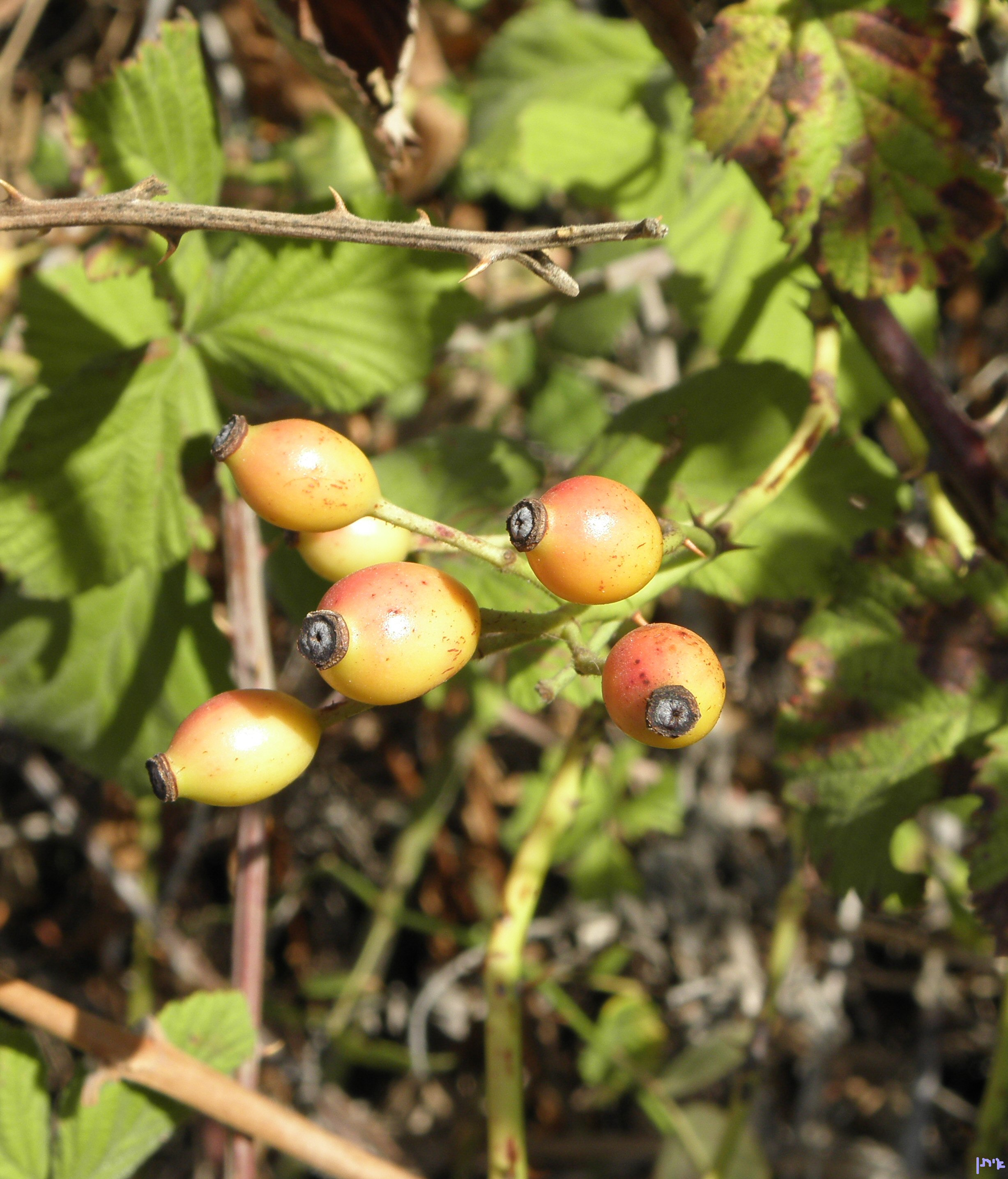
الدليك